# S-Bahn Rhein-Main
S-Bahn Rhein-Main, også kaldet S-Bahn Frankfurt, er et trafiksystem bestående af hurtige togforbindelser, som forbinder Frankfurt am Main' centrum med byens forstæder. 
Det drives i et samarbejde mellem Deutsche Bahn (de tyske statsbaner) og RMV. Med fem linjer (S1, S2, S3, S4, S5, S6, S7, S8 og S9) omfatter nettet 303 km spor, der forbinder 111 stationer. 26 af stationerne ligger i selve Frankfurt, som regel i sammenhæng med U-Bahn- eller Deutsche Bahn-stationer. Årligt transporterer S-Bahn-togene 127 mio. personer.

## Linjenettet
De fleste af de 7 linjer kører hvert 15. (myldretid) eller 30. minut i dagtimerne.
|  | Wiesbaden – Frankfurt - Rödermark                                             |
|  | Niedernhausen - Frankfurt – Offenbach - Dietzenbach                           |
|  | Bad Soden - Frankfurt – Darmstadt                                             |
|  | Kronberg - Frankfurt - Langen (- Darmstadt)                                   |
|  | Friedrichsdorf - Frankfurt – Frankfurt Südbahnhof                             |
|  | Friedberg - Frankfurt – Frankfurt Südbahnhof                                  |
|  | Riedstadt - Groß-Gerau - Frankfurt                                            |
|  | Wiesbaden - Mainz - Lufthavn Frankfurt - Frankfurt - Offenbach - Hanau        |
|  | Wiesbaden - Mainz-Kastel - Lufthavn Frankfurt - Frankfurt - Offenbach - Hanau |

- Wikimedia Commons har flere filer relateret til S-Bahn Rhein-Main

| Jernbane | Spire Denne jernbaneartikel er en spire som bør udbygges. Du er velkommen til at hjælpe Wikipedia ved at udvide den. |